# Daara J

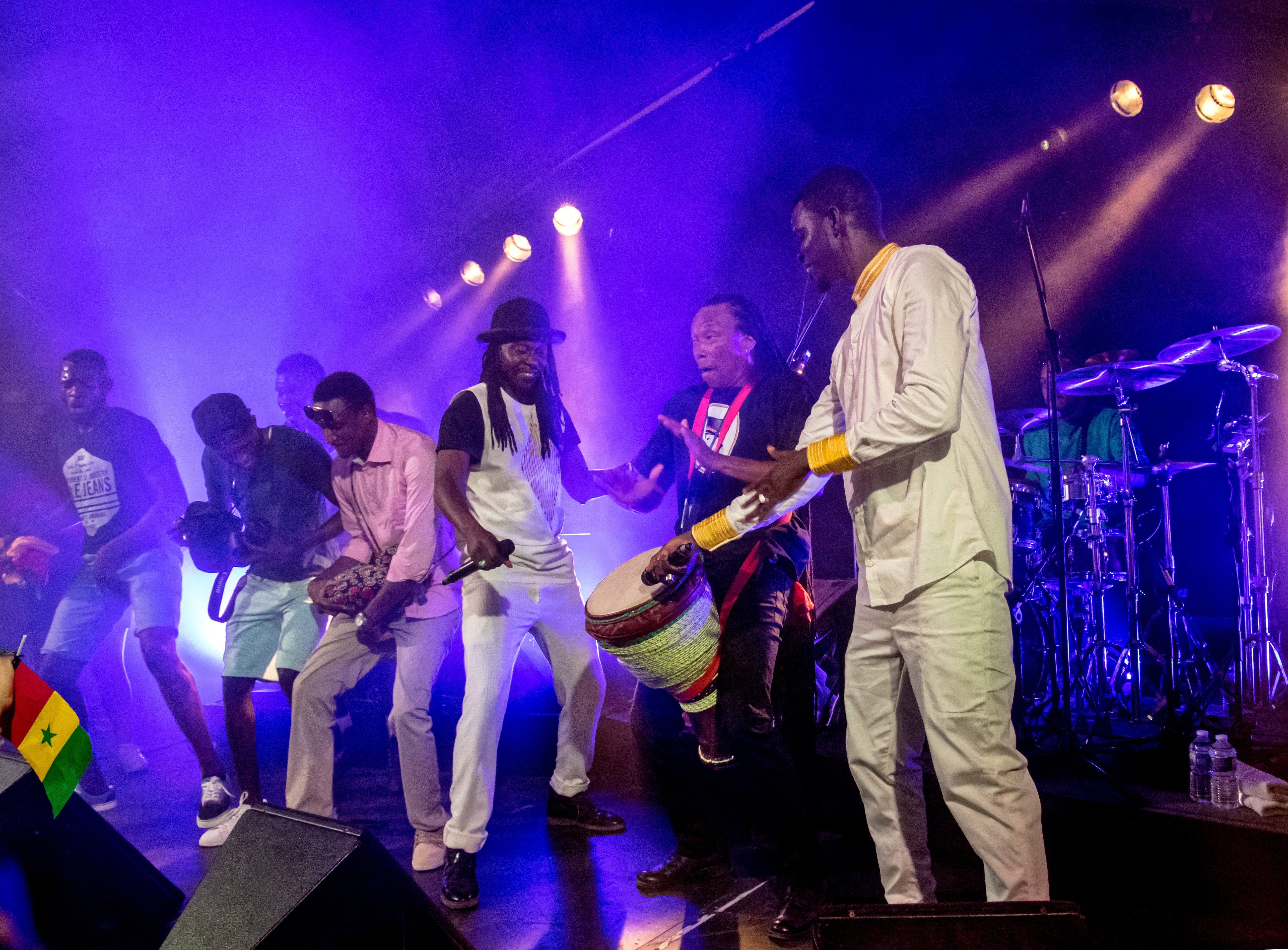
Daara J på Tält Music Festival 2018 i Freiburg Tyskland

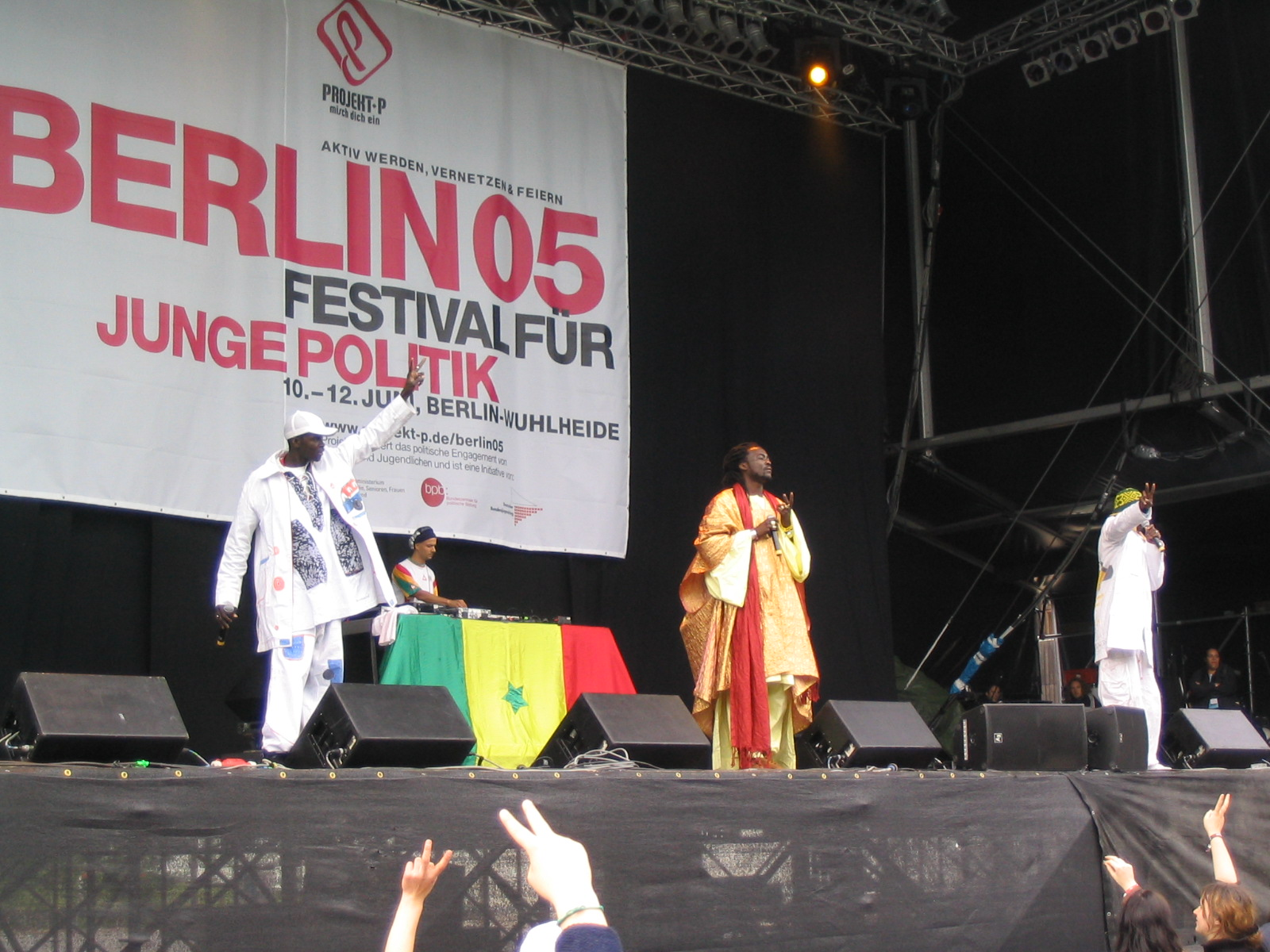
Daara J 2005 i Berlin

Daara J (uttalas Daa-raa Jee, som betyder "livets skola" på wolof) är ett hiphop-crew från Senegal som består av N’Dongo D, Aladji Man and Faada Freddy. Deras musik är hiphop som blandats med afrikanska rytmer som givit en dansant och medryckande blandning. På deras senaste platta, Boomerang, så samarbetade de bland annat med Rokia Traoré, en känd sångerska från Mali.
Deras stigande stjärnstatus har de nomadfestivaler som WOMAD och konserter som Live 8 concert, Eden Project och Africa Calling att tacka. De har också spelat på Hötorget i Stockholm, augusti 2006.

## Diskografi
- Boomerang (2003)